# 中心市街地の活性化に関する法律
中心市街地の活性化に関する法律（ちゅうしんしがいちのかっせいかにかんするほうりつ、平成10年6月3日法律第92号）は、中心市街地活性化に取り組む市町村などの支援に関する日本の法律である。通称中心市街地活性化法（ちゅうしんしがいちかっせいかほう）。制定当時の題名は、中心市街地における市街地の整備改善及び商業等の活性化の一体的推進に関する法律であり、2006年の改正で、現行の題名に改題された。
法令番号は平成10年法律第92号、1998年（平成10年）6月3日に公布された。

## 概要
1990年代に入ってから、日本全国の地方都市で郊外化が進むようになり、中心市街地の衰退や空洞化が目立つようになってきた。この法律はこれらを是正することを目的としている、まちづくり3法の一つ。
1998年（平成10年）の制定時は「中心市街地における市街地の整備改善及び商業等の活性化の一体的推進に関する法律」という長い法律名であったが、2006年（平成18年）の改正時に現在の法律名に改められた。

### 中心市街地活性化基本計画
2024年11月05日現在、次の156市町村において283の中心市街地活性化基本計画が認定されている。